# Santa Criz de Eslava
Santa Criz de Eslava, también mencionada en muchas fuentes como Santa-crís o Santa Crís, es un yacimiento arqueológico romano ubicado en el término municipal de Eslava, en la merindad de Sangüesa, en la zona media oriental de Navarra (España), a apenas 2 km del ayuntamiento de la propia localidad de Eslava, mantiene una distancia similar a Gallipienzo, y a tan sólo 50 km de Pamplona. Así mismo está casi a mitad de camino entre Tafalla y Sangüesa, sobre la carretera NA-132. 

## Situación y entorno geográfico
Situado en las estribaciones de la Sierra de Arbiñaga, el cerro de Santa Criz es un altozano a 544 m s. n. m. en el término conocido como Pisaldea. Es un territorio coincidente entre el curso medio del río Aragón y el río Indusi en esta parte de la Val de Aibar ubicada entre la Sierra de Izco y la Sierra de Zaldinaga.
El yacimiento abarca todo el cerro y algunas fincas adyacentes. Su topografía responde a asentamientos protohistóricos después ocupados por los romanos como ocurre en Pompelo, Andelos y Cara.

## Descubrimiento
En 1917, Juan Castrillo, párroco de Sada, da la primera noticia sobre la aparición de un miliario en la zona. Posteriormente se mencionan fragmentos de columnas y otros elementos decorados con motivos vegetales. 
En 1928 Julio Altadill menciona una posible vía en relación con el miliario antes mencionado. Poco después, en 1934 Francisco Escalada Rodríguez, jesuita de la comunidad de Javier, se hace eco del hallazgo y valora la existencia de una ciudad romana en el lugar tras haber observado sobre el terreno «restos muy notables de edificios, como capiteles, fustes de columnas, lápidas, cipos, etc».
Posteriormente, en 1947, Blas Taracena y Luis Vázquez de Parga realizan unas catas exploratorias en Los Castilletes de San Juan, ya en el término de Gallipienzo, pero a tan sólo dos kilómetros de Santa Criz.
En 1971, Antonio García y Bellido menciona otro miliario, de la época de Probo, hallado en las cercanías, y en 1980 nuevos testimonios, un par de estelas de arenisca, documentadas en 1994 por Carmen Castillo García y Jesús María Bañales Leoz. La ambigüedad tanto en el texto como en el formulario y la iconografía de dichas estelas lleva a pensar que podría tratarse de uno de los primeros testimonios del cristianismo en Navarra.

## Prospecciones y Excavaciones
Tras unos años de prospecciones preliminares entre 1994 y 1995, Txaro Mateo, Rosa Armendáriz y Pilar Sáez de Albéniz localizan evidencias e indicios de presencia humana que llevan a la excavación sistemática que permite sacar a la luz una necrópolis, estructuras murarias y estructuras propias del foro de una ciudad. Desde 1996 ha ido poniendo al descubierto la verdadera entidad de este yacimiento que evolucionó de núcleo prerromano a una ciuitas romana con su foro y su necrópolis. Estudios epigráficos posteriores no han encontrado evidendias de onomástica vascónica, éuscara, lo que en opinión de los investigadores es la constatación de que «la presencia de poblaciones vasconas de habla éuscara en el territorio actualmente navarro no constituyó una mayoría sino, más bien, un fondo de saco de la notable presencia de los mismos en el ámbito aquitano, transpirenaico». En abril de 2022, el Laboratorio Geoarqueológico de Marburgo llevó a cabo las primeras investigaciones no invasivas. Estas mediciones geofísicas permitieron identificar numerosas estructuras residenciales, así como las vías de acceso a Gallipienzo-Eslava, y señalan algunos anomalías que podrían indicar una continuación de la necrópolis.

### Castro
Para Javier Armendáriz Martija no cabe duda de que, previa a la llegada romana, el pequeño poblado existente «ya se había organizado defensivamente durante el Hierro Antiguo en lo alto de la colina que ocupa con potente muralla, clarísima rampa de acceso helicoidal y posiblemente uno o varios fosos». Con todo se habría expandido urbanísticamente hacia el sureste alcanzando el oppidum una superficie total de 1,5 hectáreas.

### Ciuitas
A día de hoy, como ocurre con otros casos cercanos, no se ha podido identificar Santa Criz con la denominación que tuvo en la Antigüedad. Se especula especialmente con dos de ellos, pero con las debidas reservas. A saber: o bien Nemanturista o bien Biturís. El antiguo castro se habría visto duplicado en época romana, estando bien provisto de agua por las cercanas presencias de la Fuente del Moro y del barranco de Pisaldea.
Destaca la estructura del foro con el criptopórtico que servía «para salvar la diferencia de cota existente hasta el nivel de circulación de la plaza» y que guarda similitudes con otros similares dentro del Conventus Caesaraugustanus

### Necrópolis
Al sur de la ciudad, separada del núcleo urbano, fue excavada a finales de los años 1990. Ocupa unos 2000 m². Permite constatar muy bien el empleo de elementos monumentales como los empleados en Los Bañales en un hábito funerario común de la zona durante los primeros siglos de nuestra era.